# تیم ملی فوتسال کاستاریکا
تیم ملی فوتسال کاستاریکا نماینده کاستاریکا در مسابقات بین‌المللی فوتسال و یکی از تیم‌های فوتسال آمریکای مرکزی است.